# Canton de Bayeux
Le canton de Bayeux est une division administrative française située dans le département du Calvados et la région Normandie.
À la suite du redécoupage cantonal de 2014, les limites territoriales du canton sont remaniées. Le nombre de communes du canton passe de 16 à 34.

## Histoire
Un nouveau découpage territorial du Calvados entre en vigueur en mars 2015, défini par le décret du 17 février 2014, en application des lois du 17 mai 2013 (loi organique 2013-402 et loi 2013-403). Les conseillers départementaux sont, à compter de ces élections, élus au scrutin majoritaire binominal mixte. Les électeurs de chaque canton élisent au Conseil départemental, nouvelle appellation du Conseil général, deux membres de sexe différent, qui se présentent en binôme de candidats. Les conseillers départementaux sont élus pour 6 ans au scrutin binominal majoritaire à deux tours, l'accès au second tour nécessitant 12,5 % des inscrits au 1er tour. En outre la totalité des conseillers départementaux est renouvelée. Ce nouveau mode de scrutin nécessite un redécoupage des cantons dont le nombre est divisé par deux avec arrondi à l'unité impaire supérieure si ce nombre n'est pas entier impair, assorti de conditions de seuils minimaux. Dans le Calvados, le nombre de cantons passe ainsi de 49 à 25.

## Géographie
Ce canton est organisé autour de Bayeux dans l'arrondissement de Bayeux. Son altitude varie de 18 m (Sully) à 86 m (Nonant) pour une altitude moyenne de 54 m.

## Représentation

### Conseillers généraux de 1833 à 2015
| Période | Période          | Identité                                 | Étiquette                         | Qualité |
| ------- | ---------------- | ---------------------------------------- | --------------------------------- | --- |
| 1833    | 1847 (décès)     | Charles Gourdier-Deshameaux              | Opposition libérale               | Officier, commandant de la Garde nationale, conseiller municipal de Bayeux, député (1834-1837, 1839-1842)                                |
| 1848    | 1860 (décès)     | Romain Auguste Laurent Pezet (1791-1860) |                                   | Président du tribunal civil de Bayeux, conseiller d'arrondissement                                                                       |
| 1860    | 1895 (décès)     | Louis-Eugène Niobey (1807-1895)          | Droite                            | Notaire, maire de Bayeux (1875-1892) |
| 1895    | 1923 (démission) | Comte Fernand Foy (1847-1927)            | Républicain rallié                | Maire de Barbeville, fondateur des haras de Barbeville                                                                                   |
| 1923    | 1929 (décès)     | Baron François Gérard                    | URD puis Ind.                     | Propriétaire, maire de Maisons, député (1919-1929)                                                                                       |
| 1929    | 1931             | Sébastien Foy                            |                                   | Propriétaire de haras à Bayeux |
| 1931    | 1940             | Élie Dodeman (1873-1960)                 | URD-PDP                           | Avocat, maire de Bayeux (1929-1945), nommé conseiller départemental en 1943                                                              |
|         |                  |                                          |                                   | |
| 1945    | 1973             | Henry Jeanne (1901-1973)                 | DVD-RPF puis RS puis UNR puis DVD | Chirurgien, maire de Bayeux |
| 1973    | 1979             | Jean Le Carpentier (1920-2006)           | DVD puis UDF-PR                   | Expert-foncier, maire de Bayeux (1973-1995)                                                                                              |
| 1979    | 1985             | Charles Bail (1935-2002)                 | PS                                | Professeur d'histoire géographie à Caen                                                                                                  |
| 1985    | 1998             | Jean Le Carpentier                       | RPR                               | Maire de Bayeux |
| 1998    | 2015             | Jean-Léonce Dupont                       | UDF puis NC-UDI                   | Directeur d'école de commerce international, sénateur depuis 1998, maire de Bayeux (1995-2001), président du conseil général (2011-2015) |

Le canton participe à l'élection du député de la cinquième circonscription du Calvados.

### Conseillers d'arrondissement (de 1833 à 1940)
Le canton de Bayeux avait deux conseillers d'arrondissement.
| Période                                  | Période              | Identité                                                   | Étiquette       | Qualité |
| ---------------------------------------- | -------------------- | ---------------------------------------------------------- | --------------- | --- |
| 1833                                     | 1836                 | M. Letellier                                               |                 | Maire de Bayeux |
| 1833                                     | 1836                 | M. Vimont                                                  |                 | Avocat |
| 1836                                     | 1842                 | Alexandre Tardif                                           | Constitutionnel | Négociant à Bayeux, ancien député (1824-1834)                                                                              |
| 1836                                     | 1848                 | Romain Pezet                                               |                 | Président du tribunal civil de Bayeux                                                                                      |
| 1842                                     | 1845                 | Charles Conseil (1782-1861)                                |                 | Propriétaire à Bayeux, ancien écuyer, maire de Vaucelles                                                                   |
| 1845                                     | 1848                 | Alexandre Tardif                                           | Constitutionnel | Négociant à Bayeux |
| 1848                                     | 1870 (décès)         | Auguste Gauquelin-Despallières (des Pallières) (1791-1870) |                 | Médecin à Échalou, maire de Bayeux (1837-1870)                                                                             |
| 1848                                     | 1867                 | Pierre-André Carabeuf (1800-1868)                          |                 | Avocat à Bayeux, juge suppléant                                                                                            |
| 1867                                     | 1871                 | Anatole Gourdier-Deshameaux (des Hameaux) (1822-1888)      |                 | Propriétaire à Bayeux |
| 1871                                     | 1901 (décès)         | Georges Gardin de Villers                                  |                 | Antiquaire, secrétaire de la société d'agriculture, Bayeux, président du conseil d'arrondissement                          |
| 1871                                     | 1884                 | M. Tillard                                                 |                 | Propriétaire à Bayeux |
| 1884                                     | 1895                 | Hippolyte Simon (1843-1897)                                |                 | Banquier, juge au tribunal de commerce, adjoint au maire de Bayeux                                                         |
| 1895                                     | 1910                 | Comte Édouard-Frédéric-Joseph Portalis (1832-1913)         |                 | Officier de cavalerie, propriétaire à Bayeux                                                                               |
| 1901                                     | 1903 (démission)     | Louis-Étienne d'Arthenay (1861-1926)                       | Conservateur    | Négociant, antiquaire, conseiller municipal de Bayeux, propriétaire à Bazenville, élu conseiller général du canton de Ryes |
| 1904                                     | 21 août 1908 (décès) | Georges-Paul du Buisson de Courson (1839-1908)             |                 | Ancien capitaine d'infanterie, propriétaire, adjoint au maire de Bayeux                                                    |
| 1908                                     | 1919                 | Jean-Pierre Morlent (1885-1968)                            | Radical         | Propriétaire à Bayeux, directeur d'une fabrique de porcelaine                                                              |
| 1910                                     | 1916 (décès)         | Pierre-Félix Guillot                                       | Radical         | Propriétaire-agriculteur à Monceaux-en-Bessin                                                                              |
| 1916                                     | 1919                 | siège vacant                                               |                 | |
| 1919                                     | 1922                 | Vicomte Maximilien Foy (1871-1958)                         |                 | Homme d'affaires, président du conseil d'arrondissement (1920-1922)                                                        |
| 1919                                     | 1925 (décès)         | Alphonse Guérard                                           |                 | Agriculteur à Bayeux |
| 1922                                     | 1934                 | Pierre Delmas                                              | Union nationale | Adjoint au maire de Bayeux, président du conseil d'arrondissement                                                          |
| 1928                                     | 1940                 | Louis Laisney                                              | Union nationale | Maire de Guéron |
| 1934                                     | 1940                 | Paul Langlois                                              | Union nationale | Cultivateur, adjoint au maire de Bayeux                                                                                    |
| 1940                                     |                      |                                                            |                 | Les conseils d'arrondissement ont été suspendus par la loi du 12 octobre 1940 et n'ont jamais été réactivés                |
| Les données manquantes sont à compléter. |                      |                                                            |                 | |

### Représentation à partir de 2015
| Période élective | Période élective | Mandat | Mandat   | Identité           | Nuance | Nuance | Qualité                                                                                          |
| ---------------- | ---------------- | ------ | -------- | ------------------ | ------ | ------ | ------------------------------------------------------------------------------------------------ |
| 2015             | 2021             | 2015   | 2021     | Jean-Léonce Dupont |        | UDI    | Sénateur (1998-2017), président du conseil départemental, conseiller sortant (ancien territoire) |
| 2015             | 2021             | 2015   | 2021     | Mélanie Lepoultier |        | DVD    | Enseignante, maire de Sommervieu, 14e vice-présidente du conseil départemental                   |
| 2021             | 2027             | 2021   | en cours | Jean-Léonce Dupont |        | UDI    | Président UDI-Les Centristes du conseil départemental                                            |
| 2021             | 2027             | 2021   | en cours | Mélanie Lepoultier |        | DVD    | Maire DVD de Sommervieu, 7e vice-présidente du conseil départemental                             |

### Résultats détaillés

#### Élections de mars 2015
À l'issue du 1er tour des élections départementales de 2015, deux binômes sont en ballottage : Jean-Léonce Dupont et Mélanie Lepoultier (Union de la Droite, 47,78 %) et Serge Michelini et Fabienne Perrin (FN, 22,25 %). Le taux de participation est de 51,86 % (11 279 votants sur 21 747 inscrits) contre 51,43 % au niveau départemental et 50,17 % au niveau national.
Au second tour, Jean-Léonce Dupont et Mélanie Lepoultier (Union de la Droite) sont élus avec 73,16 % des suffrages exprimés et un taux de participation de 50,6 % (7 173 voix pour 10 996 votants et 21 732 inscrits).

#### Élections de juin 2021
Le premier tour des élections départementales de 2021 est marqué par un très faible taux de participation (33,26 % au niveau national). Dans le canton de Bayeux, ce taux de participation est de 35,53 % (8 084 votants sur 22 752 inscrits) contre 34,31 % au niveau départemental. À l'issue de ce premier tour, deux binômes sont en ballottage : Jean-Léonce Dupont et Mélanie Lepoultier (Union au centre et à droite, 58,11 %) et Xavier Brunschvicg et Valérie Harel (Union à gauche, 23,91 %).
Le second tour des élections est marqué une nouvelle fois par une abstention massive équivalente au premier tour. Les taux de participation sont de 34,3 % au niveau national, 34,65 % dans le département et 35,03 % dans le canton de Bayeux. Jean-Léonce Dupont et Mélanie Lepoultier (Union au centre et à droite) sont élus avec 69,22 % des suffrages exprimés (5 177 voix pour 7 972 votants et 22 757 inscrits),,.

## Composition

### Composition antérieure à 2015

Situation du canton dans l'arrondissement de Bayeux.

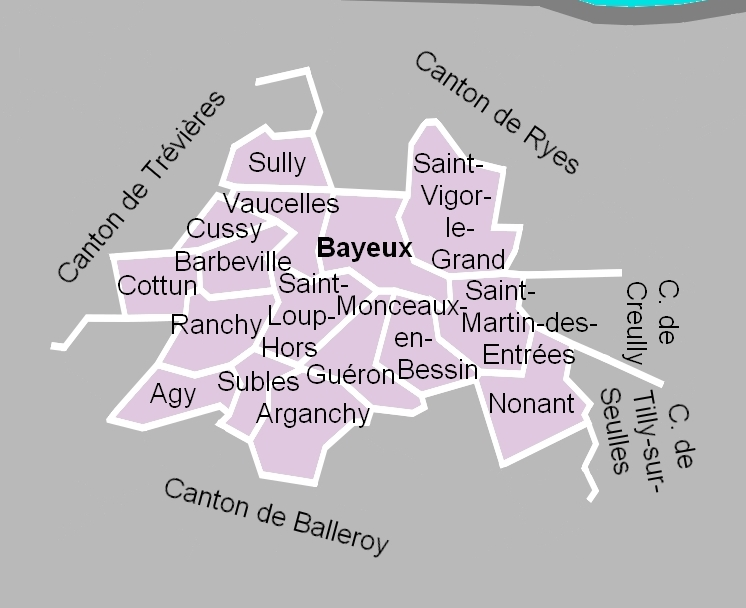
La carte des communes de l'ancien canton. Les cantons limitrophes étaient ceux de Trévières, de Ryes, de Creully, de Tilly-sur-Seulles et de Balleroy.

Le canton de Bayeux regroupait seize communes.
| Nom                      | Code Insee | Codepostal | Superficie (km2) | Population (dernière pop. légale) | Densité (hab./km2) |
| ------------------------ | ---------- | ---------- | ---------------- | --------------------------------- | ------------------ |
| Bayeux (chef-lieu)       | 14047      | 14400      | 7,10             | 13 674 (2012)                     | 1 926              |
| Agy                      | 14003      | 14400      | 4,21             | 234 (2012)                        | 56                 |
| Arganchy                 | 14019      | 14400      | 7,07             | 236 (2012)                        | 33                 |
| Barbeville               | 14040      | 14400      | 3,47             | 187 (2012)                        | 54                 |
| Cottun                   | 14184      | 14400      | 3,77             | 191 (2012)                        | 51                 |
| Cussy                    | 14214      | 14400      | 2,34             | 162 (2012)                        | 69                 |
| Guéron                   | 14322      | 14400      | 5,27             | 245 (2012)                        | 46                 |
| Monceaux-en-Bessin       | 14436      | 14400      | 4,73             | 531 (2012)                        | 112                |
| Nonant                   | 14465      | 14400      | 6,82             | 477 (2012)                        | 70                 |
| Ranchy                   | 14529      | 14400      | 5,14             | 220 (2012)                        | 43                 |
| Saint-Loup-Hors          | 14609      | 14400      | 5,29             | 382 (2012)                        | 72                 |
| Saint-Martin-des-Entrées | 14630      | 14400      | 5,99             | 647 (2012)                        | 108                |
| Saint-Vigor-le-Grand     | 14663      | 14400      | 9,70             | 2 087 (2012)                      | 215                |
| Subles                   | 14679      | 14400      | 2,44             | 663 (2012)                        | 272                |
| Sully                    | 14680      | 14400      | 4,00             | 131 (2012)                        | 33                 |
| Vaucelles                | 14728      | 14400      | 3,56             | 366 (2012)                        | 103                |

À la suite du redécoupage des cantons pour 2015, toutes les communes sont à nouveau rattachées au canton de Bayeux auquel s'ajoutent dix-huit communes.

#### Anciennes communes
Les anciennes communes suivantes étaient incluses dans le territoire du canton de Bayeux antérieur à 2015 :
- Saint-Germain-de-la-Lieue, absorbée en 1818 par Saint-Martin-des-Entrées.
- Saint-Amator, absorbée en 1829 par Arganchy.
- Saint-Sulpice, absorbée en 1856 par Saint-Vigor-le-Grand.

### Composition à partir de 2015
Le nouveau canton de Bayeux comprend désormais trente-quatre communes entières.
| Nom                            | Code Insee | Intercommunalité      | Superficie (km2) | Population (dernière pop. légale) | Densité (hab./km2) | Modifier                                    |
| ------------------------------ | ---------- | --------------------- | ---------------- | --------------------------------- | ------------------ | ------------------------------------------- |
| Bayeux (bureau centralisateur) | 14047      | CC de Bayeux Intercom | 7,10             | 12 754 (2022)                     | 1 796              | modifier les données · modifier les données |
| Agy                            | 14003      | CC de Bayeux Intercom | 4,21             | 317 (2022)                        | 75                 | modifier les données · modifier les données |
| Arganchy                       | 14019      | CC de Bayeux Intercom | 7,07             | 216 (2022)                        | 31                 | modifier les données · modifier les données |
| Barbeville                     | 14040      | CC de Bayeux Intercom | 3,47             | 228 (2022)                        | 66                 | modifier les données · modifier les données |
| Campigny                       | 14130      | CC de Bayeux Intercom | 5,61             | 185 (2022)                        | 33                 | modifier les données · modifier les données |
| Chouain                        | 14159      | CC de Bayeux Intercom | 3,15             | 234 (2022)                        | 74                 | modifier les données · modifier les données |
| Commes                         | 14172      | CC de Bayeux Intercom | 6,64             | 470 (2022)                        | 71                 | modifier les données · modifier les données |
| Condé-sur-Seulles              | 14175      | CC de Bayeux Intercom | 2,44             | 303 (2022)                        | 124                | modifier les données · modifier les données |
| Cottun                         | 14184      | CC de Bayeux Intercom | 3,77             | 232 (2022)                        | 62                 | modifier les données · modifier les données |
| Cussy                          | 14214      | CC de Bayeux Intercom | 2,34             | 170 (2022)                        | 73                 | modifier les données · modifier les données |
| Ellon                          | 14236      | CC de Bayeux Intercom | 6,73             | 632 (2022)                        | 94                 | modifier les données · modifier les données |
| Esquay-sur-Seulles             | 14250      | CC de Bayeux Intercom | 2,90             | 292 (2022)                        | 101                | modifier les données · modifier les données |
| Guéron                         | 14322      | CC de Bayeux Intercom | 5,27             | 245 (2022)                        | 46                 | modifier les données · modifier les données |
| Juaye-Mondaye                  | 14346      | CC de Bayeux Intercom | 16,12            | 697 (2022)                        | 43                 | modifier les données · modifier les données |
| Longues-sur-Mer                | 14377      | CC de Bayeux Intercom | 12,29            | 587 (2022)                        | 48                 | modifier les données · modifier les données |
| Magny-en-Bessin                | 14385      | CC de Bayeux Intercom | 4,42             | 160 (2022)                        | 36                 | modifier les données · modifier les données |
| Le Manoir                      | 14400      | CC de Bayeux Intercom | 5,88             | 200 (2022)                        | 34                 | modifier les données · modifier les données |
| Manvieux                       | 14401      | CC de Bayeux Intercom | 2,82             | 136 (2022)                        | 48                 | modifier les données · modifier les données |
| Monceaux-en-Bessin             | 14436      | CC de Bayeux Intercom | 4,73             | 567 (2022)                        | 120                | modifier les données · modifier les données |
| Nonant                         | 14465      | CC de Bayeux Intercom | 6,82             | 516 (2022)                        | 76                 | modifier les données · modifier les données |
| Port-en-Bessin-Huppain         | 14515      | CC de Bayeux Intercom | 7,56             | 1 888 (2022)                      | 250                | modifier les données · modifier les données |
| Ranchy                         | 14529      | CC de Bayeux Intercom | 5,14             | 273 (2022)                        | 53                 | modifier les données · modifier les données |
| Ryes                           | 14552      | CC de Bayeux Intercom | 9,59             | 491 (2022)                        | 51                 | modifier les données · modifier les données |
| Saint-Loup-Hors                | 14609      | CC de Bayeux Intercom | 5,29             | 521 (2022)                        | 98                 | modifier les données · modifier les données |
| Saint-Martin-des-Entrées       | 14630      | CC de Bayeux Intercom | 5,99             | 760 (2022)                        | 127                | modifier les données · modifier les données |
| Saint-Vigor-le-Grand           | 14663      | CC de Bayeux Intercom | 9,70             | 2 533 (2022)                      | 261                | modifier les données · modifier les données |
| Sommervieu                     | 14676      | CC de Bayeux Intercom | 4,30             | 987 (2022)                        | 230                | modifier les données · modifier les données |
| Subles                         | 14679      | CC de Bayeux Intercom | 2,44             | 675 (2022)                        | 277                | modifier les données · modifier les données |
| Sully                          | 14680      | CC de Bayeux Intercom | 4,00             | 167 (2022)                        | 42                 | modifier les données · modifier les données |
| Tracy-sur-Mer                  | 14709      | CC de Bayeux Intercom | 3,72             | 348 (2022)                        | 94                 | modifier les données · modifier les données |
| Vaucelles                      | 14728      | CC de Bayeux Intercom | 3,56             | 600 (2022)                        | 169                | modifier les données · modifier les données |
| Vaux-sur-Aure                  | 14732      | CC de Bayeux Intercom | 7,60             | 284 (2022)                        | 37                 | modifier les données · modifier les données |
| Vaux-sur-Seulles               | 14733      | CC de Bayeux Intercom | 6,56             | 322 (2022)                        | 49                 | modifier les données · modifier les données |
| Vienne-en-Bessin               | 14744      | CC de Bayeux Intercom | 4,10             | 266 (2022)                        | 65                 | modifier les données · modifier les données |
| Canton de Bayeux               | 1402       |                       | 193,33           | 29 256 (2022)                     | 151                | modifier les données                        |

## Démographie

### Démographie avant 2015
| 1962   | 1968   | 1975   | 1982   | 1990   | 1999   | 2006   | 2011   | 2012   |
| ------ | ------ | ------ | ------ | ------ | ------ | ------ | ------ | ------ |
| 13 707 | 15 488 | 17 817 | 19 950 | 20 627 | 20 744 | 20 318 | 20 095 | 20 433 |

### Démographie depuis 2015
En 2022, le canton comptait 29 256 habitants, en évolution de −0,33 % par rapport à 2016 (Calvados : +1,58 %, France hors Mayotte : +2,11 %).
| 2013   | 2018   | 2022   |
| ------ | ------ | ------ |
| 29 283 | 29 138 | 29 256 |